# Cubocephalus occidentalis
Cubocephalus occidentalis là một loài tò vò trong họ Ichneumonidae.